# 王梁
王 梁（おう りょう、? - 38年）は、後漢の武将。字は君厳（くんげん）。漁陽郡要陽県（河北省豊寧満族自治県）の人（『後漢書』列伝12・本伝）。光武帝の功臣であり、雲台二十八将の第18位に序せられる（『後漢書』列伝12）。

## 事跡
| 姓名           | 王梁 |
| 時代           | 新代 - 後漢時代 |
| 生没年         | 生年不詳 - 38年（建武14年） |
| 字・別号       | 君厳（字） |
| 本貫・出身地等 | 幽州漁陽郡要陽県 |
| 職官           | 狐奴令〔更始〕→偏将軍〔劉秀〕 →野王令〔劉秀〕→大司空〔後漢〕 →中郎将兼行執金吾〔後漢〕→前将軍〔後漢〕 →山陽太守〔後漢〕→河南尹〔後漢〕 →済南太守〔後漢〕 |
| 爵位・号等     | 関内侯〔劉秀（後漢）〕→武強侯〔後漢〕 →阜成侯〔後漢〕 |
| 陣営・所属等   | 更始帝→劉秀（光武帝） |
| 家族・一族     | 子：王禹、孫：王堅石、王平 |

漁陽郡の属吏で、更始帝（劉玄）の謁者によって太守が彭寵に替わると、彭寵によって狐奴県の令を代行した。河北攻略中の劉秀軍に、同僚の蓋延・呉漢とともに合流して偏将軍を拝命した。更始2年（24年）、王郎の本拠の邯鄲を破ると、関内侯を賜爵され、野王県令を拝命した。河内太守寇恂とともに洛陽の劉玄軍を防いだ。
建武元年（25年）、劉秀の即位とともに大司空を拝命し、武強侯に封じられた。
建武2年（26年）、大司馬呉漢と共同で農民反乱集団の檀郷を掃討する。詔に反し独断で兵を動かしたため、檻車で洛陽に送られる。許されて中郎将に任じ、執金吾を代行した。赤眉軍の別働隊を降した。
建武3年（27年）、信都・趙国に農民反乱集団の五校を討って平定した。前将軍を拝命した。
建武4年（28年）、驃騎大将軍杜茂とともに劉永の残党の佼彊・蘇茂を楚・沛の間に撃ち、大梁・齧桑を平らげる。捕虜将軍馬武・偏将軍王覇も加わり、1年余りで平定した。
建武5年（29年）、山東の軍閥の董憲の部将でもと光武帝に属していた龐萌を討つ。功あって山陽太守を拝命した。在任数カ月で欧陽歙に代わって河南尹に移り、洛陽の運河造設工事を指揮するが失敗した。
建武7年（31年）、運河工事失敗の件を弾劾される。そのため王梁は辞職を願い出て、光武帝は「王梁は許されるとも、謙虚に身を引く。君子は人の美業を助けると云う」と詔して済南太守に遷した。
建武13年（37年）、食邑を加増され、阜成侯に封ぜられた。
建武14年（38年）、在任中に逝去した。

## 人柄・逸話

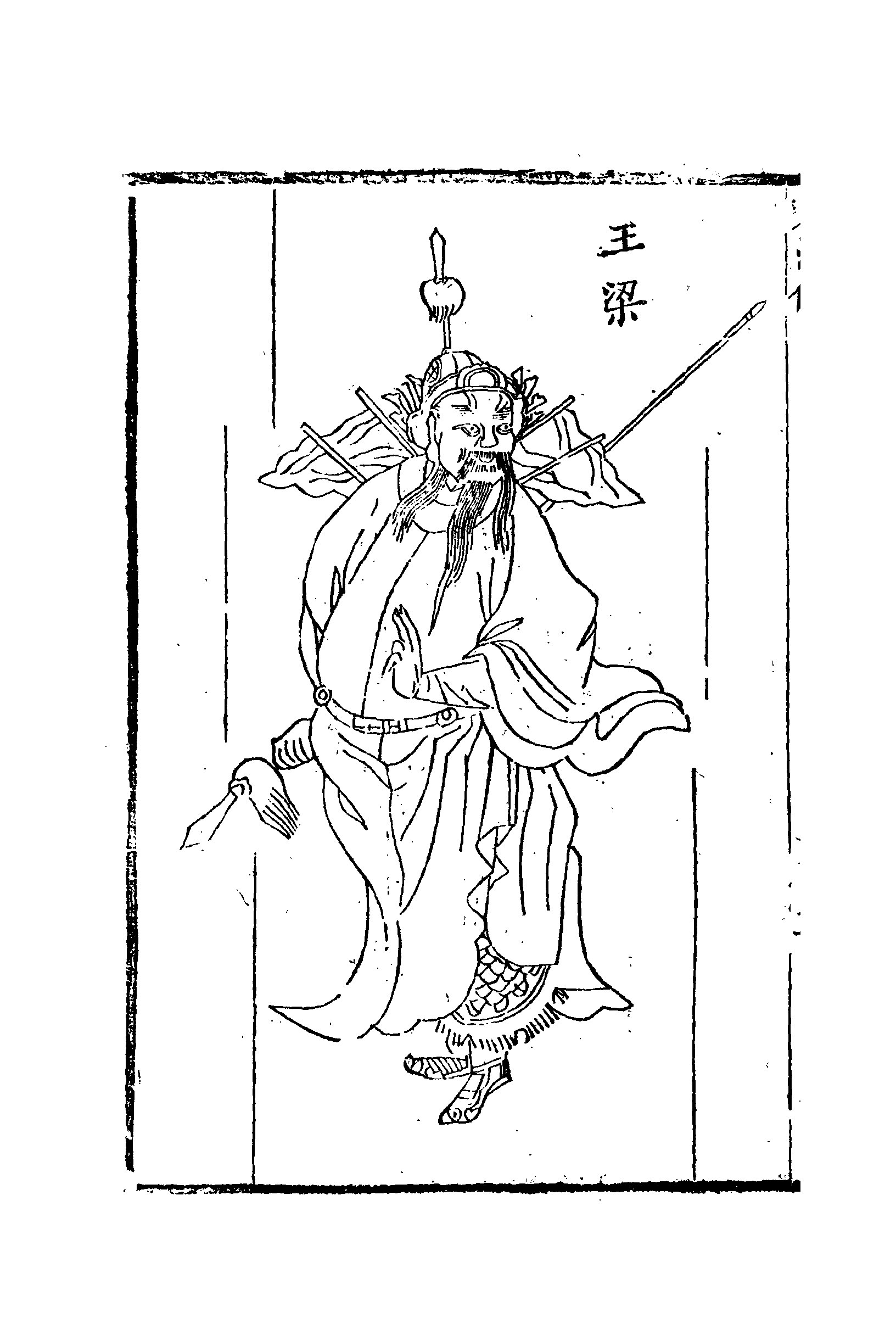
王梁

- 劉秀は即位時、県令の王梁を大司空に抜擢した。その根拠は『赤伏符』中の「王梁、衛を主（つかさど）って玄武と作（な）る」という讖文であり、劉秀はこれを「野王は衛のうつる所、玄武は水神の名、司空は水土の官」と解釈した。当時の王梁の任地・野王は衛の元君が移って来た地である。また玄武は北方の神で、北方は五行では水に配列される。さらに『書経』には司空たる禹が水土を平らげる旨の記述がある。
- 建武2年の檀郷掃討では詔によって大司馬呉漢が兵権を委ねられていたが、王梁は独断で兵を動かした。劉秀は詔勅に背いた王梁を在所の県に留めたが、王梁は再び独断で進軍した。劉秀は王梁が2度にわたり命を違えたことに怒り、尚書の宗広に節を授け、軍中で王梁を斬らせようとした。宗広は王梁を斬るに忍びず、檻車で洛陽に送った。果たして王梁は赦された。
- 孫の王平は、楚王劉英に仕えて、顔中（顔忠）とともに楚王謀反に関わったと告発された。そのため、楚郡太守袁安の裁きを受けて、顔中（顔忠）や兄の王堅石と共に斬首され棄市された。